# Bra-Pel
Bra-Pel é o principal clássico de futebol da cidade de Pelotas e da metade sul do Rio Grande do Sul, disputado entre as equipes de Grêmio Esportivo Brasil e Esporte Clube Pelotas.

## História
O primeiro Bra-Pel teve vitória do Pelotas por 5 a 0, tendo sido disputado em 20 de abril de 1913. No mesmo dia foi disputado também, o clássico com os times reservas. A partida terminou com a vitória do Pelotas, desta vez por 8 a 2.
Com mais de cem anos de história, o Bra-Pel é considerado por muitos especialistas como o maior clássico do interior do Rio Grande do Sul, devido à fidelidade de ambas as torcidas.
Foi citado em 2008 na revista Trivela como o vigésimo segundo maior clássico do Brasil, à frente inclusive dos clássicos principais de Natal (Clássico Rei, entre ABC e América) e Goiânia (Derby do Cerrado, entre Goiás e Vila Nova), e o segundo maior do Rio Grande do Sul, atrás apenas do Grenal, por sua vez eleito o maior clássico brasileiro na mesma enquete. A descrição sobre o Bra-Pel, porém, não descartou que tal dérbi seja ainda maior do que o da capital: "para muito gaúcho, Grenal só é considerado o maior clássico do Brasil porque o resto do país não conhece o Bra-Pel. Xavantes e o Lobo têm a maior rivalidade do interior do Rio Grande, com brigas que até já resultaram em morte em 2003", explicou a revista.
No próprio ano de 2003, outra revista, a Placar, cometeu equívoco que a levaria meses depois a registrar uma outra amostra da intensidade da rivalidade. Em edição especial sobre curiosidades de quinhentos times brasileiros, a revista publicou que o uniforme icônico da seleção brasileira, desenhado por Aldyr Garcia Schlee, teria sido inspirado no do Pelotas pouco após o Maracanaço, apontado-se Schlee como pelotense e torcedor desse clube para embasar tal versão. Meses depois, na edição de fevereiro de 2004, a revista retratou-se com carta de um familiar deste, Alexandre Schlee Gomes, destacando que a mesma fora inclusive autenticada pelo 2º Tabelionato de Pelotas. A carta dizia que "acompanho Placar desde a década de 70 e venho adquirindo seus exemplares no decorrer dos anos. Confesso que fiquei decepcionado ao ler a edição especial "500 times do Brasil", mais especificamente com a ficha do Esporte Clube Pelotas. (...) Em primeiro lugar, Aldyr não nasceu em Pelotas, mas sim em Jaguarão. Em segundo, o concurso que ele venceu nos idos de 1953 foi para a escolha da nova camisa da Seleção Brasileira. Ora, as incorreções acima são filigranas perto do terceiro equívoco: Aldyr não se inspirou no uniforme do Esporte Clube Pelotas (que por sinal era azul na época) para criar o desenho que acabou vencendo o concurso para a escolha da nova camisa. Para finalizar, cumpre esclarecer que a família Schlee, guardadas raríssimas exceções, torce para o Grêmio Esportivo Brasil, tendo aversão a tudo que diga respeito ao Esporte Clube Pelotas. O que aliás também é característica da torcida do Lobo: ter aversão a tudo que diga respeito ao GEB. O poder da mídia imprimido pela Placar fez a mentira se propagar no país e no exterior". A comunidade pelotense, no entanto, reconhece que o desenho do uniforme da seleção canarinho foi sim inspirada no uniforme do Pelotas, que naquele mesmo ano havia estreado seu uniforme de camisas amarelas e calções azuis. Schlee, no entanto, por ser torcedor do clube rival, nunca gostou de admitir publicamente tal inspiração.
Ao longo desses cem anos de clássicos disputados já tivemos por algumas vezes grandes jejuns. O Brasil ficou sem vencer o Pelotas por dez anos, com o jejum tendo durado de 1982 até 1992.
Já o Pelotas foi protagonista de um jejum de dez anos, ficou sem vencer o rival de 2003 até 2013. No Estádio Boca do Lobo, o Pelotas permaneceu sem vencer o Brasil por 15 anos, de 1998 a 2013.
No passado, inspirado no Fla-Flu, o Bra-Pel era chamado de "Clássico das Multidões".

## Estatísticas
- Jogos: 369
- Vitórias do Brasil: 129
- Empates: 127
- Vitórias do Pelotas: 113
- Gols do Brasil: 515
- Gols do Pelotas: 506

## Maiores goleadas
1. Pelotas 5–0 Brasil, em 1913;
2. Pelotas 8–2 Brasil, em 1913;
3. Pelotas 7–0 Brasil, em 1913;
4. Brasil 6–1 Pelotas, em 1917;
5. Brasil 7–0 Pelotas, em 1923;
6. Brasil 6–1 Pelotas, em 1948;
7. Pelotas 4–0 Brasil, em 1997.

## Títulos
| Torneio                          | Brasil | Pelotas |
| -------------------------------- | ------ | ------- |
| Campeonato Gaúcho                | 1      | 1       |
| Campeonato do Interior           | 11     | 8       |
| Campeonato Gaúcho Região Litoral | 7      | 9       |
| Campeonato Gaúcho - 2ª Divisão   | 3      | 2       |
| Copa FGF                         | 0      | 2       |
| Copa Governador do Estado        | 1      | 0       |
| Copa Cléber Furtado              | 1      | 0       |
| Copa Giuglianni Filho            | 1      | 0       |
| Taça Cidade de Porto Alegre      | 1      | 0       |
| Copa RS                          | 1      | 0       |
| Copa Sul-Fronteira               | 1      | 2       |
| Super Copa Gaúcha                | 0      | 1       |
| Recopa Gaúcha                    | 0      | 2       |
| Torneio da Morte                 | 1      | 1       |
| Copa dos Campeões Gaúchos        | 0      | 1       |
| Copa Genuíno Ferreira            | 0      | 1       |
| Copa Cidade de Pelotas           | 1      | 3       |
| Campeonato Citadino              | 28     | 22      |
| Copa Centenária FGF - 2018       | 1      | 0       |
| Total                            | 59     | 56      |

## Publicações sobre o clássico Bra-Pel
Livros
- EDER, J.. BRAPEL: A rivalidade no sul do Rio Grande. Editora e Gráfica Mundial, 2010.
- OSÓRIO, Sérgio Augusto Gastal & AMARAL, Mário Gayer. A História dos Bra-Péis. Pelotas: Editora Signus, 2008.